# Mihai Țiu
Mihai Ţiu (Bucarest, 25 gennaio 1946) è un ex schermidore rumeno, specialista del fioretto, vincitore di una medaglia d'oro e due di bronzo ai Campionati mondiali di scherma.